# Eric Vanderaerden
Eric Vanderaerden (Herk-de-Stad, 11 febbraio 1962) è un dirigente sportivo, ex ciclista su strada e pistard belga.
Professionista dal 1983 al 1996, conta cinque successi di tappa al Tour de France, in cui si aggiudicò anche la classifica a punti, un Giro delle Fiandre, una Parigi-Roubaix, e una E3 Harelbeke.

## Carriera
Nato e formatosi in una famiglia di ciclisti (fratello più anziano di Danny e Gert Vanderaerden e figlio di Lucien Vanderaerden), debuttò tra i professionisti nel 1983 col team belga Aernoudt-Rossin.
Buon passista e dotato di un efficace spunto allo sprint. Nelle gare in linea tra i migliori corridori della sua epoca, in carriera conquistò ben 138 corse (anche a tappe), tra le quali una Gand-Wevelgem,  un Giro delle Fiandre, una Paris-Roubaix, una Paris-Bruxelles e cinque tappe al Tour de France: competizione in cui vestì la maglia gialla per un totale di cinque giorni vincendone  la classifica a punti (maglia verde) nel 1986.

## Palmarès

### Strada
- 1982 (Dilettanti)

Flèche Ardennaise
- 1983 (Jacky Aernoudt Meubelen, otto vittorie)

Prologo Parigi-Nizza (cronometro)
7ª tappa, 1ª semitappa Parigi-Nizza
2ª tappa Vuelta a España
11ª tappa Vuelta a España
Prologo Grand Prix du Midi Libre
2ª tappa Grand Prix du Midi Libre
1ª tappa Tour de l'Aude
Prologo Tour de France (Fontenay-sous-Bois > Fontenay-sous-Bois, cronometro)
- 1984 (Panasonic, dodici vittorie)

1ª tappa Tre Giorni di La Panne
3ª tappa Tre Giorni di La Panne
1ª tappa Quattro Giorni di Dunkerque
3ª tappa Quattro giorni di Dunkerque
Prologo Tour de Suisse (cronometro)
2ª tappa Tour de Suisse
7ª tappa Tour de Suisse
Campionati belgi, Prova in linea
10ª tappa Tour de France
23ª tappa Tour de France
1ª tappa, 2ª semitappa Giro dei Paesi Bassi
Parigi-Bruxelles
- 1985 (Panasonic, diciassette vittorie)

1ª tappa Étoile de Bessèges
Prologo Tour Méditerranéen (cronometro)
1ª tappa Tour Méditerranéen
Ronde van Limburg
6ª tappa Tirreno-Adriatico (San Benedetto del Tronto > San Benedetto del Tronto)
1ª tappa, 2ª semitappa Tre Giorni di La Panne (Herzele > Herzele, cronometro)
3ª tappa Tre Giorni di La Panne (De Panne > De Panne)
Giro delle Fiandre
Gand-Wevelgem
Omloop van het Leiedal
4ª tappa Tour de Suisse (Berna > Oberwil)
13ª tappa Tour de France (Lans-en-Vercors > Villard-de-Lans, cronometro)
19ª tappa Tour de France (Pau > Bordeaux)
1ª tappa Giro dei Paesi Bassi (Assen > Nimega)
5ª tappa Giro dei Paesi Bassi (Breda > 's-Hertogenbosch)
Classifica generale Giro dei Paesi Bassi
Grand Prix Eddy Merckx
- 1986 (Panasonic, otto vittorie)

2ª tappa Tour Méditerranéen
5ª tappa, 2ª semitappa Tour Méditerranéen
Dwars door België
E3 Prijs Harelbeke
1ª tappa Tre Giorni di La Panne
Classifica generale Tre Giorni di La Panne
Bruxelles-Ingooigem
4ª tappa Giro dei Paesi Bassi
- 1987 (Panasonic, dieci vittorie)

3ª tappa Vuelta a Lloret del Mar
4ª tappa Tour Méditerranéen
Grand Prix Lambrechts
1ª tappa, 1ª semitappa Tre Giorni di La Panne
2ª tappa Tre Giorni di La Panne
3ª tappa Tre Giorni di La Panne
Classifica generale Tre Giorni di La Panne
Parigi-Roubaix
5ª tappa Giro di Danimarca
Grand Prix Eddy Merckx
- 1988 (Panasonic-Isostar, sei vittorie)

Ronde van Limburg
5ª tappa Tirreno-Adriatico
1ª tappa, 2ª semitappa Tre Giorni di La Panne (cronometro)
2ª tappa Tre Giorni di La Panne
Classifica generale Tre Giorni di La Panne
4ª tappa Quattro Giorni di Dunkerque
5ª tappa Quattro Giorni di Dunkerque
- 1989 (Panasonic-Isostar, venti vittorie)

5ª tappa Vuelta a Andalucía (Torredonjimeno > Granada)
4ª tappa Settimana Siciliana (Scordia > Avola)
1ª tappa, 1ª semitappa Tre Giorni di La Panne (Tielen > Herzele)
1ª tappa, 2ª semitappa Tre Giorni di La Panne (Herzele > Herzele, cronometro)
Classifica generale Tre Giorni di La Panne
3ª tappa Tour de Trump
5ª tappa Tour de Trump
6ª tappa Tour de Trump
7ª tappa Tour de Trump
3ª tappa, 2ª semitappa Tour de Luxembourg (Lussemburgo > Lussemburgo, cronometro)
1ª tappa Tour de Suisse (Berna > Berna)
2ª tappa Vuelta a Burgos
6ª tappa Vuelta a Burgos
4ª tappa Giro dei Paesi Bassi (Raalte > Eindhoven)
Grand Prix Raymond Impanis
2ª tappa Giro d'Irlanda
3ª tappa Giro d'Irlanda
4ª tappa Giro d'Irlanda
5ª tappa, 1ª semitappa Giro d'Irlanda
Classifica generale Giro d'Irlanda
- 1990 (Buckler, sette vittorie)

2ª tappa Étoile de Bessèges (Grand Prix de Sète)
3ª tappa Étoile de Bessèges (Grand Prix d'Aramon)
5ª tappa Tirreno-Adriatico (Cerro al Volturno > Porto Sant'Elpidio)
1ª tappa, 2ª semitappa Tre Giorni di La Panne (Herzele > Herzele, cronometro)
1ª tappa, 2ª semitappa Tour de Luxembourg (Lussemburgo > Lussemburgo)
4ª tappa Giro dei Paesi Bassi (Eindhoven > Maastricht)
6ª tappa Tour de la Communauté Européenne (Coblenza > Pirmasens)
- 1991 (Buckler, quattro vittorie)

6ª tappa Volta a la Comunitat Valenciana (Valencia > Valencia)
Dwars door België
5ª tappa Tour de Luxembourg (Diekirch > Diekirch)
1ª tappa Giro d'Irlanda (Dublino > Kilkenny)
- 1992 (Buckler, tre vittorie)

Grand Prix Wieler Revue
17ª tappa Vuelta a España (León > Salamanca)
2ª tappa Giro d'Irlanda (Cavan > Galway)
- 1993 (Wordperfect, due vittorie)

3ª tappa Étoile de Bessèges (Joyeuse > Joyeuse)
Classifica generale Tre Giorni di La Panne

#### Altri successi
- 1986

Classifica a punti Tour de France

### Pista
- 1990

Sei giorni di Anversa (con Étienne De Wilde)

## Piazzamenti

### Grandi Giri
- Giro d'Italia

1986: 124º
1988: 75º
1994: ritirato
- Tour de France

1983: non partito (13ª tappa)
1984: 90º
1985: 87º
1986: 125º
1988: ritirato (12ª tappa)
1989: fuori tempo (10ª tappa)
1990: eliminato (11ª tappa)
1991: 127º
1992: ritirato (13ª tappa)
1993: ritirato (8ª tappa)
1995: ritirato (10ª tappa)
- Vuelta a España

1983: ritirato
1991: 102º
1994: 116º

### Classiche monumento
- Milano-Sanremo

1983: 4º
1984: 3º
1985: 4º
1986: 22º
1987: 2º
1988: 11º
1990: ritirato
1991: 3º
1992: 80º
1994: 58º
- Giro delle Fiandre

1984: 10º
1985: vincitore
1986: 10º
1987: 3º
1988: 77º
1989: 24º
1990: 27º
1991: 19º
1992: 78º
1995: 54º
- Parigi-Roubaix

1983: 17º
1984: 28º
1985: 13º
1986: 19º
1987: vincitore
1988: 49º
1989: 25º
1990: 47º
1991: 35º
1995: 6º
- Liegi-Bastogne-Liegi

1988: 27º
1990: 44º
1991: 54º

### Competizioni mondiali
- Campionati del mondo su strada

Buenos Aires 1979 - In linea Juniores: 4º
Città del Messico 1980 - In linea Juniores: 2º
Altenrhein 1983 - In linea: ritirato
Giavera del Montello 1985 - In linea: ritirato
Villaco 1987 - In linea: 14º
- Campionati del mondo su pista

Barcellona 1984 - Inseguimento individuale: 4º
- Campionati del mondo di ciclocross

Saccolongo 1979 - Juniores: 6º